# Библио-Глобус

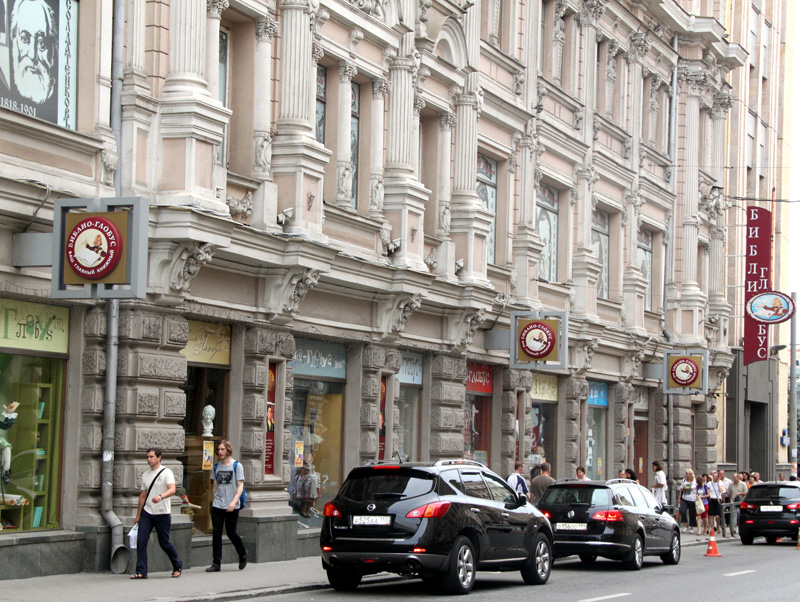
Фасад

«Библио-Глобус» (в 1957—1992 годы — магазин № 120 «Книжный мир») — один из самых крупных книжных магазинов в России, расположенный в историческом центре Москвы. В книжном магазине также располагается одноимённый офис туроператора (для частных лиц).

## Описание
Торговый Дом «Библио-Глобус» основан в 1957 году. Внесён в Российскую «Книгу рекордов и достижений» в номинации «Самое большое количество издательской продукции, проданное в розницу за один день», удостоен звания «Супербренд». В 2007 году за большой вклад в развитие отечественной книжной торговли и активную культурно-просветительскую деятельность ТД «Библио-Глобус» был награждён Благодарностью Президента РФ.
«Библио-Глобус» — это трёхуровневый книжный магазин, кроме книг, в нём представлены также антикварные книги, предметы коллекционирования, нумизматика, филателия, медиапродукция, сувениры, подарки, большой выбор офисных и канцелярских товаров.

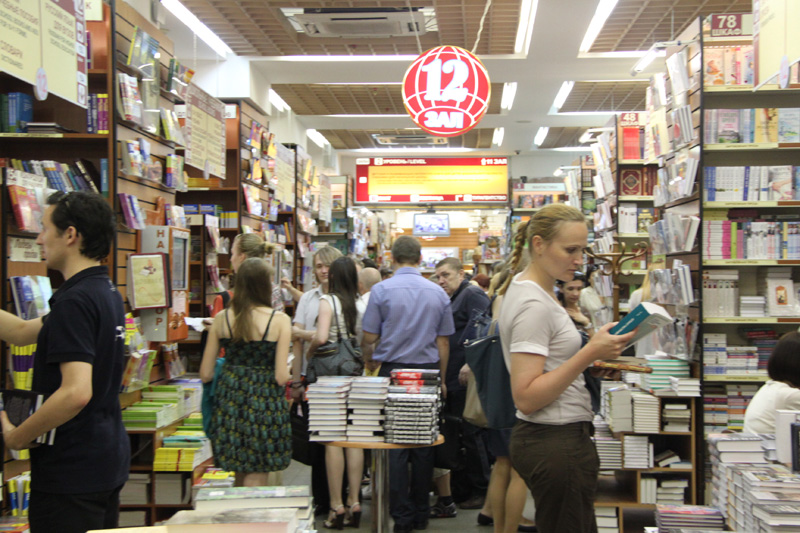
Зал № 12

«Библио-Глобус» — это книжный магазин-клуб. В рамках литературной гостиной имени И. Д. Сытина ежедневно проводят встречи тематические читательские клубы.
С 1989 года магазином руководит Борис Семёнович Есенькин, профессор, доктор экономических наук, Заслуженный работник культуры РФ, Кавалер ордена искусств и литературы (Французская Республика), член-корреспондент Международной Академии информатизации.

## История здания

Мясницкая улица начало XX века

История здания ведёт своё начало с первой половины XVIII века. В те времена дом принадлежал семье Леонтьевых. В нём с 1807 года размещалась «Мясницкая аптека», основанная провизором Весселем. Дом уцелел во время пожара в 1812 году и был широко известен москвичам.
В конце 1830-х годов московский купец И. И. Фёрстер открывает здесь «Музыкальный магазин».
В 1896 году здание переходит в собственность Н. Д. Стахееву, который решает на месте старых строений возвести новое здание, которое в дальнейшем становится известным как Доходный дом Стахеева. Он поручает строительство архитектору М. Ф. Бугровскому.
После революции в здании располагались советские учреждения, конторы и коммунальные квартиры. Позднее Теплотехнический институт им. Гриневецкого и Кирша.
В послевоенное время в здании на Мясницкой (ранее Кирова) находился магазин «Детский мир».
С 28 августа 1957 года здесь располагается магазин № 120 «Книжный мир», переименованный позднее в ТД «Библио-Глобус».
Три верхних этажа здания появились в 1986 году, архитекторы Б. В. Палуй и Г. В. Макаревич.